# Melinda Plowman
Melinda Ann Plowman (Abilene, 13 de mayo de 1941), también conocida como Melinda Ann Casey y Melinda Casey, es una actriz y asistente de dirección estadounidense. Comenzó su carrera como actriz a los 6 años y actuó en largometrajes y episodios de televisión durante la década de 1960. En la década de 1970 se afilió al Sindicato de Directores de Estados Unidos y trabajó como asistente de dirección hasta la década de 1990.

## Primeros años
Melinda Ann Plowman nació el 13 de mayo de 1941 en Abilene, Texas. Sus padres, Homer Lee Plowman y Lura Frances Slaughter, se conocieron y se casaron en Abilene en 1934. Tiene una hermana menor. Su segunda fiesta de cumpleaños, organizada por su madre y su abuela, fue publicada en el Abilene Reporter-News.
La familia se trasladó a Los Ángeles en 1942. Plowman se matriculó en una escuela de baile a los 3 años. Fue "descubierta" a los 6 años a través de la escuela de baile y obtuvo un pequeño papel en la película de 1949 Little Women.

## Carrera

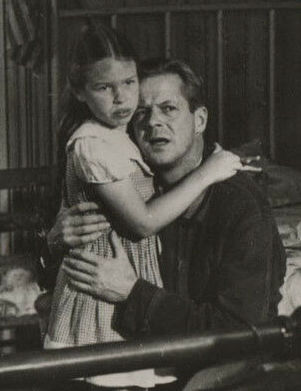
Plowman con Dan Duryea en Chicago Calling (1951)

### Actuación
Plowman actuó en películas de Hollywood en la década de 1950, pero trabajó principalmente en televisión. Apareció en siete episodios de NBC Matinee Theater, así como en episodios de Ford Theatre, The Loretta Young Show y The George Burns and Gracie Allen Show. Fue una de las Mouseketeers originales de The Mickey Mouse Club.
Sus padres prefirieron mantener su estatus de actriz independiente a la de actriz contratada por un estudio. Su madre la acompañaba al set. Cuando no trabajaba, Plowman asistía a una escuela primaria pública y, más tarde, al San Marino High School de San Marino, California Durante los rodajes, tenía un profesor particular en el set.
Plowman consiguió su primer papel protagonista a los 25 años en la película de terror de 1966 Billy the Kid Versus Dracula.

### Dirección
En la década de 1970, se afilió al Sindicato de Directores de Estados Unidos, donde figuraba como directora asociada con el nombre de Melinda Ann Casey. Siguió trabajando en equipos de rodaje hasta la década de 1990.

## Vida personal
Plowman se casó con Phil Casey, mánager de talentos, en Las Vegas en agosto de 1967. Tuvieron un hijo. Plowman se casó más tarde con Robert Ballew, con quien tiene una hija. En 1971, sus padres se trasladaron de nuevo a Fort Worth. Vive en Victoria, Columbia Británica.

## Filmografía (como actriz)
| Año      | Título                       | Papel                          | Notas                  |
| -------- | ---------------------------- | ------------------------------ | ---------------------- |
| 1949     | Little Women                 | Chica                          | sin acreditar          |
| 1949     | Holiday Affair               | Chica                          |                        |
| 1949     | Ma and Pa Kettle             | Susie Kettle                   |                        |
| 1950     | Three Came Home              | Chica inglesa                  |                        |
| 1950     | My Blue Heaven               | Chica pringle                  |                        |
| 1950     | Again Pioneers               | Rebecca Ashby                  | como Malinda Plowman   |
| 1951     | Home Town Story              | Katie Washburn                 |                        |
| 1951     | Chicago Calling              | Nancy Cannon                   |                        |
| 1952     | Monkey Business              | Chica pequeña                  |                        |
| 1952     | Carrie                       | Chica pequeña                  |                        |
| 1953     | Pack Train                   | Judy                           |                        |
| 1956     | Wiretapper                   |                                |                        |
| 1957     | The Green-Eyed Blonde        | Betsy Abel                     | como Linda Plowman     |
| 1966     | Billy the Kid Versus Dracula | Betty Bentley                  |                        |
| 1976     | Street Girls                 | Adelle                         | como Linda Reynolds    |
| 1982     | Wrong Is Right               | Empleada de noticias de W.T.N. | como Melinda Ann Casey |
| Fuentes: |                              |                                |                        |

| Año       | Título                              | Papel                                              | Episodio                                   |
| --------- | ----------------------------------- | -------------------------------------------------- | ------------------------------------------ |
| 1950      | Big Town                            | Kathy                                              |                                            |
| 1950      | The Gene Autry Show                 | Betsy Simmons                                      |                                            |
| 1950      | The Cisco Kid                       | Carol Cartright                                    |                                            |
| 1952      | The Adventures of Ozzie and Harriet | Girl, Linda, Melinda, la chica de Sean, Sue Bailey | 5 episodios                                |
| 1952      | Ford Television Theatre             | Chica pequeña                                      |                                            |
| 1952      | Cavalcade of America                | Vi de adoslecente                                  |                                            |
| 1953      | The Danny Thomas Show               | Mary Lou                                           |                                            |
| 1953      | General Electric Theater            | Charlotte Dunn                                     |                                            |
| 1954      | Rocky Jones, Space Ranger           | Jonica                                             |                                            |
| 1954      | Annie Oakley                        | Jill Turner, Penny                                 | 2 episodios                                |
| 1955      | The Adventures of Champion          | Sally Custer                                       | Episodio: "Salted Ground"                  |
| 1955      | The Adventures of Champion          | Lorna                                              | Episodio: "Canyon of Wanted Men"           |
| 1955      | Science Fiction Theatre             | Alice                                              |                                            |
| 1956      | The Mickey Mouse Club               | Peggy                                              | [ 7 ]                                      |
| 1956      | Diamond Mystery Theater             | Susan Davis                                        | Episodio: "The Man Across the Street"      |
| 1958      | The Donna Reed Show                 | Babs                                               | Episodio: "Parting of the Ways"            |
| 1958      | Wanted: Dead or Alive               | Patience Fairweather                               | Temporada 3, Episodio 22 "Detour"          |
| 1959      | The June Allyson Show               | Nancy                                              | 1 episodio                                 |
| 1959      | Bonanza                             | Heather Lowell                                     | 1 episodio                                 |
| 1959      | The Many Loves of Dobie Gillis      | Central High Girl                                  |                                            |
| 1960      | My Three Sons                       | Julie                                              | Temporada 6, episodio: "the wrong Robbie"  |
| 1960      | National Velvet                     | Sally Grimes                                       |                                            |
| 1961      | The Americans                       | Molly                                              | 1 episodio                                 |
| 1961      | Bachelor Father                     | Agnes                                              | 1 episodio                                 |
| 1962      | Wagon Train                         | Penelope                                           | Episodio: "Path of the Serpent"            |
| 1962      | Perry Mason                         | Maureen Thomas                                     | Episodio: "The Case of the Polka-Dot Pony" |
| 1962      | Going My Way                        | Jane Everett                                       |                                            |
| 1963      | The Fugitive                        | Ellen Tolan                                        | Episodio: "See Hollywood and Die"          |
| 1963      | The Virginian                       |                                                    | Episodio: "A Time Remembered"              |
| 1963      | My Favorite Martian                 | Sally                                              |                                            |
| 1963      | Petticoat Junction                  | Mary Jane Burris                                   |                                            |
| 1964      | The Outer Limits                    | Vivia Hayden                                       | Episodio: "Don't Open Till Doomsday"       |
| 1964      | Gomer Pyle, U.S.M.C.                | Girl Marine                                        |                                            |
| 1965      | Please Don't Eat the Daisies        | Terry, Secretary                                   | 2 episodios                                |
| 1966      | The Felony Squad                    | Mylene Bruce, Suellen Taubs                        | 2 episodios                                |
| 1966      | Bonanza                             |                                                    | Episodio: "Four Sisters from Boston"       |
| 1967      | Judd, for the Defense               | Chica                                              |                                            |
| 1969–1971 | Hot Wheels (serie de televisión)    | Janet Martin                                       | Voz                                        |
| 1969–1971 | Skyhawks                            | Cynthia Hughes                                     | Voz                                        |
| Fuentes:  |                                     |                                                    |                                            |